# Padre no hay más que uno 2: La llegada de la suegra
Padre no hay más que uno 2: La llegada de la suegra és una pel·lícula de comèdia espanyola dirigida i escrita per Santiago Segura. Protagonitzada per ell mateix. El film es va estrenar l'any 2020 i és la seqüela de Padre no hay más que uno, una pel·lícula que va arrasar als cinemes l'any 2019.

## Repartiment
Els principals actors d'aquests film són:
| Actor/Actriu             | Personatge | Informació addicional                     |
| ------------------------ | ---------- | ----------------------------------------- |
| Santiago Segura          | Javier     | pare de la familia                        |
| Toni Acosta              | Marisa     | mare de la familia                        |
| Loles León               | la sogra   | és la mare de Javier i la sogra de Marisa |
| Martina D'Antiochia      | Sara       | filla del Javier i la Marisa              |
| Calma Segura             | Carla      | filla del Javier i la Marisa              |
| Luna Fulgencio           | Rocío      | filla del Javier i la Marisa              |
| Carlos González Morollón | Dani       | fill del Javier i la Marisa               |
| Sirena Segura            | Paula      | filla del Javier i la Marisa              |
| Leo Harlem               | Paco       | germà de Javier                           |
| Silvia Abril             | Carmen     | esposa de Paco                            |

Altres actors d'aquest film són:
| Actor/Actriu         | Personatge | Informació addicional |
| -------------------- | ---------- | --------------------- |
| Wendy Ramos          | Rosaura    |                       |
| Lorena Berdún        |            |                       |
| José Mota            | entrenador |                       |
| Florentino Fernández | capellà    |                       |
| Cristina Pardo       | professora |                       |
| Carlos Areces        |            |                       |
| Alberto Chicote      | cuiner     |                       |
| Ainhoa Arteta        |            |                       |
| Lorenzo Caprile      |            |                       |
| Anabel Alonso        | directora  |                       |

## Crítica
La pel·lícula ha obtingut una millor opinió per part de la crítica i el públic que la seva predecessora, Padre no hay más que uno, obtenint un 5,7 sobre 10 en FilmAffinity, un 3,6 sobre 5 en SensaCine.com i un 7,6 sobre 10 en eCartelera.
Aquestes són algunes de les crítiques professionals trobades a filmaffinity, que han estat traduïdes al català:
"Cada línia de la pel·lícula està ideada perquè l'espectador se senti reconfortat, retratat en la seva millor versió o en la seva versió ideal (...) el valor de la cinta està en la seva oportunitat, en saber-se fer perdonar els seus defectes" de Luis Martínez: Diario El Mundo.
"Es bastant pitjor que la primera. És possible que l'únic que es mantingui sigui una certa impressió de simpatia, el que porta al fet que, pese als seus desperfectes, sigui imposible (i injust) rebajar-se amb ella" de Javier Ocaña: Diario El País.
"L'argument és senzill (...) però el talent de Santiago Segura sap inocular-li les puntades precises perquè, sense deixar de divertir, adquireixi l'aspecte d'un teixit eficaç i nutritiu per al consum familiar." de Oti Rodríguez Marchante: Diario ABC.